# Xestia olivascens
Xestia olivascens là một loài bướm đêm trong họ Noctuidae.